# Якимовский, Анджей
Анджей Якимовский (пол.  Andrzej Jakimowski, 17 августа 1963, Варшава) — польский кинорежиссёр, сценарист, продюсер.

## Биография
Закончил философский факультет Варшавского университета и отделение радио и телевидения Силезского университета в Катовице. Дебютировал короткометражным игровым фильмом Реверберация (1991). В дальнейшем снимал как игровые, так и документальные ленты. На нынешний день наибольший успех у критики и публики имела его картина Штучки (2007), принесшая режиссёру 17 национальных и международных премий.

## Фильмография

### Документальные фильмы
- Miasto cieni (1994, телевизионный)
- Dzyń, dzyń (1997)
- Волчья улица, дом 32/ Wilcza 32 (1998)

### Игровые фильмы
- Реверберация/ Pogłos (1991, короткометражный, первая премия на МФ фильмов о джазе Jazz Film Salon в Варшаве)
- Зажмурь глаза/ Zmruz oczy (2002, Золотая роза МКФ в Сочи, премия МКФ в Сан-Франциско, премия ФИПРЕССИ МКФ в Маннгейме-Гейдельберге, три премии Фестиваля польского кино)
- Solidarnosc, Solidarnosc… (2005, эпизод Bag)
- Штучки/ Sztuczki (2007, две премии Европейского фестиваля первых фильмов в Анже, премия ФИПРЕССИ на МКФ в Братиславе, Золотая лягушка, Большая премия жюри МКФ в Майами, специальная премия жюри МКФ в Сан-Паулу, две премии Венецианского МКФ, две Польские кинопремии, Золотой лев Фестиваля польского кино, две премии МКФ в Тбилиси и др.)
- Только представь!/ Imagine (2012, премия за режиссуру и приз зрительских симпатий на Варшавском МКФ)

## Признание
Премия Paszport Polityki (2003). Член Польской киноакадемии, Европейской киноакадемии.